# Hōnen

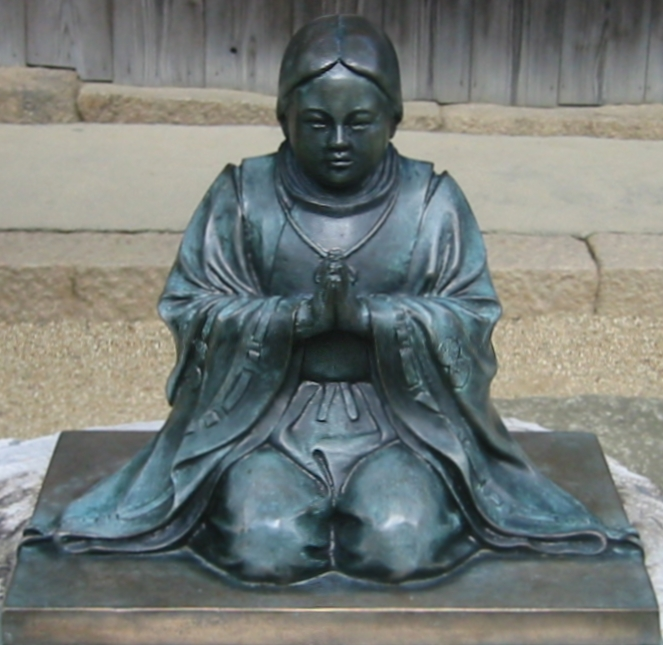
Hōnen-Statue

Hōnen (japanisch 法然上人 Hōnen Shōnin; * 1133; † 1212) (auch Genkū 源空 genannt) gilt als Stifter der dem Amidismus zugehörigen Schule der Jōdo-shū (Schule des Reinen Landes) des japanischen Buddhismus, eine der größten traditionellen Denominationen des heutigen japanischen Buddhismus. Zu seiner Zeit war Hōnen eine der bekanntesten und zugleich umstrittensten Persönlichkeiten des japanischen Buddhismus.

## Leben

### Kindheit und Jugend
Den hagiographisch orientierten und daher historisch nicht immer vollkommen glaubwürdigen Quellen zufolge wurde Hōnen 1133 auf dem Lehen Inaoka (稲岡) im südlichen Teil der Gemeinde Kume (久米) in der Provinz of Mimasaka (美作) (heute Präfektur Okayama) geboren. Er soll den Namen Seishi-maru (勢至丸) erhalten haben, was unzweideutig auf Hōnens spätere Identifikation mit dem Bodhisattva Mahāsthāmaprāpta (jap. Dai Seishi 大勢至) verweist. Sein Vater Tokikuni (時國) war Militärchef (ōryōshi 押領使) der Gemeinde und wurde von einem Widersacher ermordet, als Hōnen neun Jahre alt war. Seine Mutter gab ihn daraufhin in die Obhut ihres Bruders, des Tendai-Mönches Kangaku (觀覺). Dieser erkannte bald, dass sein Schützling außergewöhnlich fromm und talentiert war und schickte ihn daher im Jahr 1147 auf den Berg Hiei, das damalige Zentrum buddhistischer Gelehrsamkeit in der Tradition der Tendai-Schule. Sein erster Lehrer in diesem Komplex von Tempeln und Klöstern war Jihō-bō Genkō (持寶房源光). Dieser sah sich auch bald mit der Aufgabe überfordert, den begabten jungen Mann weiter zu unterrichten und schickte Seishi-maru zu Kō’en (皇圓) (–1169), unter dem er im Dezember 1147 die Mönchs-Weihen erhielt. Der junge Mönch entwickelte bald den Wunsch, sich zum Studium an einen einsameren Ort zurückziehen zu dürfen. Nach einigem Zögern gab sein Meister diesem Wunsch im Jahr 1150 statt, und Hōnen zog in die abgelegene Klause des angesehenen Meisters Jigen-bō Eikū (慈眼房叡空) (–1179) im „Schwarzen Tal“ (Kurodani 黒谷) des Berges Hiei. Aus Bewunderung für die Begabung seines neuen Schülers gab ihm Eikū den Namen „Hōnen“, die Abkürzung einer Phrase aus den buddhistischen Schriften, „Hōnen dōri no hijiri 法然道理のひじり“, was so viel bedeutet wie: „Heiliger, der sich von Natur aus im Einklang mit den Dharma befindet“. Hōnens offizieller Mönchsname lautete dagegen „Genkū (源空)“, eine Kombination aus dem ersten Schriftzeichen des Namens seines ersten Lehrers auf dem Berg Hiei, Genkō, und dem zweiten seines derzeitigen Lehrers Eikū.
Unter Eikū, dessen Klause ein Treffpunkt für Anhänger der Praxis der Buddha-Vergegenwärtigung (nenbutsu [念佛]) war, wurde Hōnen mit den Lehren und der Praxis der "Buddha-Vergegenwärtigung der allseitigen Durchdringung" (yūzū nenbutsu [融通念佛]) in der Tradition Ryōnins (1072–1132) und mit Genshins (源信) (942–107) berühmter "Sammlung von Wesentlichem zur Hingeburt" (Ōjōyōshū [往生要集]) bekannt. Davon inspiriert suchte Hōnen fortan nach einem Weg, der es allen Menschen in der "Endzeit des Dharma" (mappō [末法]) ermöglichen sollte, Befreiung aus dem Kreislauf von Geburt und Tod zu erlangen.

### Konversion zur „hingebungsvollen und ausschließlichen Buddha-Vergegenwärtigung“
Über Gründe und Anlass für Hōnens Konversion zur "hingebungsvollen und ausschließlichen Buddha-Vergegenwärtigung" (ikkō senju nenbutsu [一向專修念佛]) gibt es in den Quellen unterschiedliche Angaben. Wahrscheinlich ist, dass Hōnen durch die Lektüre der "Sammlung von Wesentlichem zur Hingeburt" Genshins auf die Werke des chinesischen Meisters Shandao (善導) (613–681) aufmerksam wurde. Allerdings fehlten wichtige Texte dieses Vordenkers des Buddhismus des Reinen Landes in den Bibliotheken des Hieizan, insbesondere Shandaos "Kommentar zum Sutra über die Visualisierung des Buddha des Unermesslichen Lebens "(chin. Guan wuliangshoufo jing shu; jap. Kan muryōjubutsu kyō sho [觀無量壽佛經疏]). Umstritten ist in der Forschung, ob Hōnen aus diesem Grund im Anschluss an eine Klausur im Shōryōji (清凉寺) von Saga (嵯峨) in Kyōto eine Studienreise in Richtung Nara machte und auf dieser Reise Zugriff auf den für seine Lehre zentralen Text bekam oder ob er diese Reise erst später, kurz vor seiner endgültigen Konversion im Jahr 1175 unternahm. Jedenfalls erscheinen die Angaben in einigen Quellen vor dem Hintergrund der eigenen Lehren Hōnens plausibel, er sei durch folgende Passage in Shandaos Kommentar zur „hingebungsvollen und ausschließlichen Buddha-Vergegenwärtigung“ bekehrt worden:

„Die erste [unter den korrekten Praktiken] ist es, sich von ganzem Herzen und ausschließlich den Namen des Buddha Amida zu vergegenwärtigen. Wenn man ihn sich kontinuierlich vergegenwärtigt, ob im Gehen, Stehen, Sitzen oder Liegen und ohne nach der Zeitdauer zu fragen, dann nennt man das ‚Wahrhaft Bestimmte Handlung‘. Der Grund hierfür ist, dass dies im Einklang mit dem Ur-Gelübde des Buddha [Amida] steht (一者一心專念彌陀名號，行住坐臥不問時節久近念念不捨者，是名正定之業，順彼佛願故 Guan wuliangshoufo jing shu)“

Im Anschluss an seine Konversion soll Hōnen bis zu 70.000 Mal täglich den Namen Amidas rezitiert und alle übrigen buddhistischen Übungen aufgegeben haben. Er verließ den Berg Hiei und zog nach Yoshimizu (吉水) im Osten Kyōtos. Von dort aus begann er seine Botschaft in allen Teilen der Bevölkerung, unter Mönchen und Nonnen wie Laien, unter Männern und Frauen, hochgestellten und einfachen Menschen zu verbreiten. Hōnen erlangte schnell Berühmtheit als ein hochgelehrter, regelstrenger und wundertätiger Charismatiker. Drei Kaiser bzw. Ex-Kaiser sollen von ihm die Bodhisattva-Regeln empfangen haben: Go-Shirakawa (後白河) (r. 1155–1158), Takakura (高倉) (r. 1168–1180) und Go-Toba (後鳥羽) (r. 1183–1198). Der damals mächtigste Mann Japans, der Regent Kujō Kanezane (九條兼實) (1149–1207) aus dem Fujiwara-Geschlecht, lud Hōnen gleich mehrfach in seinen Palast ein, um die Regeln zu empfangen und die Lehre vom Reinen Land erläutern zu lassen. Hōnen fungierte an Kanezanes Hof auch als Heiler.

### Kritik, Verfolgung und Tod
Mit dem Ruhm Hōnens und dem Anwachsen der sich auf ihn berufenden "Schule der hingebungsvollen und ausschließlichen Buddha-Vergegenwärtigung (ikkō senju nenbutsu shū [一向專修念佛宗]) wuchs auch die Kritik an seinen doktrinär exklusivistischen, aber sozial inklusivistischen Lehren, vor allem aber am Verhalten seiner Anhänger, die scheinbar häufig intolerant gegenüber den Anhängern anderer Traditionen auftraten und die buddhistischen Verhaltensregeln für nichtig, weil nicht heilsrelevant erklärten. Hōnen ahnte wohl, dass seine Lehren bei den etablierten buddhistischen Institutionen auf Kritik und Ablehnung stoßen würden. Deshalb ordnete er an, dass seine Hauptschrift, die "Sammlung von Textpassagen über die im Ur-Gelübde ausgewählte Buddha-Vergegenwärtigung" (Senchaku hongan nenbutsu shū [選擇本願念佛集]; kurz: Senchakushū) geheim gehalten werde. Den Text hatte er 1198 auf Bitten des Regenten Kanezane geschrieben. Allmählich sprachen sich Details der Lehrauffassungen Hōnens dennoch herum und das Verhalten seiner Anhänger erregte immer mehr Anstoß. Offenbar wurde in Kamakura bereits im Jahr 1200 ein Verbot gegen die Aktivitäten der Nenbutsu-Priester verhängt. Im Jahr 1204 verfassten die Priester des Tempels Enryaku-ji, Haupttempel der Tendai-shū, eine Petition gegen die Nenbutsu-Bewegung, auf die Hōnen recht defensiv mit einem Brief an das Oberhaupt dieses seines eigenen Ordens reagierte. Zugleich ließ er 190 seiner Schüler eine "Gelöbnisschrift in sieben Artikeln" (Shichikajō kishōmon [七箇條起請文]) unterschreiben, in der diese sich unter anderem verpflichteten, von Streitereien mit Vertretern anderer Traditionen und von der Anstachelung zu unmoralischem Verhalten Abstand zu nehmen. Zunächst blieb die Petition der Tendai-Priester ohne Wirkung, wohl nicht zuletzt, weil die politisch Verantwortlichen vor Maßnahmen gegen einen so heiligen Mann zurückschreckten.
Schon im Jahr 1205 wurde jedoch ein neuer Anlauf unternommen, die Aktivitäten der Nenbutsu-Bewegung zu unterbinden. Diesmal waren es die Priester des mächtigen Kōfukuji (興福寺) von Nara (奈良), die eine entsprechende Petition in Auftrag gaben. Autor des als Kofukuji-Petition (Kōfukuji sōjō [興福寺奏狀]) bekannten Dokuments war der hochangesehene Mönch Gedatsu-bō Jōkei (解脫房貞慶) (1155–1213). Dieser warf Hōnen und seinen Anhängern neun Fehler vor, nämlich:
1. Den Fehler, [ohne kaiserliche Erlaubnis] eine neue Tradition zu begründen (立新宗失)
2. Den Fehler, neue Bildnisse [zur Verehrung] zu zeichnen (圖新像失)
3. Den Fehler, [den Buddha] Śākyamuni zu missachten  (輕釋尊失)
4. Den Fehler, die [Ausübung] sämtlicher gute Taten zu behindern (妨萬善失)
5. Den Fehler, den numinosen Göttern den Rücken zuzuwenden (背靈神失)
6. Den Fehler der Blindheit gegenüber dem Reinen Land (暗淨土失)
7. Den Fehler, des Missverstehens der Buddha-Vergegenwärtigung (誤念佛失)
8. Den Fehler, die Anhänger Śākyamunis zu schmähen (損釋衆失)
9. Den Fehler, die Nation in Aufruhr zu versetzen (亂國土失).[7][8]

Die Adressaten der Petition blieben mit Maßnahmen gegen Hōnen und seine Gemeinde weiterhin zurückhaltend, bis am 8. Januar 1207 zu einem Skandal am Hof des zurückgetretenen Kaisers Go-Toba kam. Zwei Schüler Hōnens, Jūren (住蓮) und Anraku (安樂), leiteten in Abwesenheit des auf einer Pilgerreise nach Kumano (熊野) befindlichen Ex-Kaisers ein Nenbutsu-Ritual, an dem auch zwei seiner Hofdamen teilnahmen. Im Anschluss an dieses bewegende Ritual ließen sich die Damen, ohne Einwilligung Go-Tobas, zu Nonnen ordinieren, und Gerüchte über unziemliche Beziehungen zwischen den Damen und den beiden Nenbutsu-Priestern machten die Runde. Go-Toba ließ nach seiner Rückkehr daraufhin beide Schüler Hōnens enthaupten und ordnete am 28. März 1207 an, dass Hōnen selbst sowie sieben seiner engsten Schüler (darunter auch der berühmte Shinran) in den Laienstand versetzt und in die Verbannung geschickt wurden. Hōnen musste nun den weltlichen Namen Fujii Motohiko (藤井元彦) tragen und sollte in die Provinz Tosa (土佐) (heute Präfektur Kōchi) im Südwesten Shikokus (四國) verbannt werden. Eine Intervention des Regenten Kanezane sorgte für eine Abmilderung der Strafe, so dass der Ort seines Exils in Sanuki (讃岐) (heute Präfektur Kagawa) geändert wurde. Diese Provinz lag im nordöstlichen Teil Shikokus und war daher für den alten Mann nicht nur leichter zu erreichen, sondern gehörte darüber hinaus zu Kanezanes Ländereien, was den Aufenthalt für den Exilanten sicher angenehmer machte. Noch kurz vor seinem Tod erwirkte Kanezane sogar eine Teil-Amnestie für Hōnen. Eine Rückkehr in die Hauptstadt blieb diesem jedoch verwehrt. Erst am 23. Dezember 1211 durfte der hochbetagte Hōnen nach Kyōto zurückkehren, wo er sich auf den Besitzungen des Oberhaupts des Sanmon-Flügels der Tendai-shū, Ji’en (慈圓) (1147–1225), in der Meditationsklause von Ōtani (Ōtani zenbō [大谷禪房]), im Südosten Kyōtos, Quartier bezog. Am 6. Februar 1212 wurde Hōnen krank und versammelte seine Schüler um sich. Einer dieser Schüler, Genchi 源智 (1182–1238), bat seinen Meister, dessen Nenbutsu-Lehre in kurzer Form schriftlich niederzulegen, bevor er stürbe. Daraufhin verfasste Hōnen eine „Gelöbnisschrift auf einem Blatt Papier“ (Ichimai kishōmon [一枚起請文]) dessen Inhalt wie folgt lautet:

„[Die Praxis, die ich propagiere,] ist keine visualisierende Vergegenwärtigung (kannen no nen [觀念の念]), wie sie von vielen Gelehrten in China und in unse-rem Japan verkündet wird. Es ist auch kein Nenbutsu, das man ausspricht, nachdem man durch Studium den Sinn dieser Vergegenwärtigung erfaßt hat. Für die Hingeburt in das [Land der] Höchsten Glückseligkeit gibt es keine andere Ursache, als ‚Namu-Amida-Butsu‘ zu sagen, in dem Glauben, [dadurch] zweifellos [dort] geboren zu werden. In dem Glauben aber, durch das ‚Namu-Amida-Butsu‘ [in das Land der Höchsten Glückseligkeit] geboren zu werden, sind die sogenannte ‚Dreifache Geisteshaltung‘, die ‚Vier Übungsweisen‘ und dergleichen mit eingeschlossen. Wüßte ich außerdem noch etwas Tiefgründiges [im Hinblick auf die Hingeburt], verfehlte ich wohl das Erbarmen der beiden Verehrungswürdigen [Śākyamuni und Amida] und wäre vom Urgelübde [Amidas] ausgeschlossen. Menschen, die auf das Nenbutsu vertrauen wollen, sollten sich wie törichte Personen geben, die nicht eine Zeile [aus den Schriften] kennen, selbst wenn sie etwa sämtliche Lehren [die Śākyamuni während] seines ganzen Lebens [dargelegt hat,] hinreichend studiert haben. Sie sollten sich genauso geben wie unwissende Nonnen oder Laienpriester und sich nicht wie Gelehrte benehmen, sondern nur von ganzem Herzen das Nenbutsu üben.“

„Zur Bezeugung [der Wahrheit dieser Zeilen] verwende ich [die Abdrücke meiner] zwei Handflächen als Siegel.“

„Die mit ruhigem Geist aufgenommene Praxis [d. h. Glaube und Praxis] in der Tradition des Reinen Landes ist auf diesem Blatt Papier vollkommen [dargelegt]. Es gibt absolut keine andere Lehrmeinung, die Genkū [d.i. Hōnen] vertreten würde. Damit sich nach meinem Tod keine Irrlehren ausbreiten, bezeuge ich dies als meine Position.“

„Genkū hat dies mit seinem eigenen Pinsel aufgezeichnet.“

### Nach Hōnens Tod
Hōnen war offensichtlich nicht daran interessiert eine organisierte Sekte zu gründen. Eine solche hätte auch Legitimationsprobleme gehabt, da Hōnen selbst nicht als Stammhalter einer anerkannten Lehrüberlieferung (denpō [傳法]) anerkannt war. Sein Mentor war Shandao, der jedoch ein halbes Jahrtausend vor ihm in China gelebt hatte. Die Nachfolger Hōnens versuchten diesen Mangel später dadurch zu kompensieren, dass sie auf eine angebliche Begegnung zwischen Hōnen und Shandao im Traum, just nach Fertigstellung des Senchakushū, verwiesen, im Verlaufe derer Shandao ihn gewissermaßen zu Weitergabe seiner Lehre autorisiert habe. Ein weiterer Versuch, die Eigenständigkeit und Legitimation der Schule des Reinen Landes zu erweisen, bestand darin Hōnen als irdische Manifestation des Bodhisattvas Mahāsthāmaprāpta (Dai-Seishi) zu inszenieren. Dieser Bodhisattva gilt als einer von zwei Begleitern Amidas in seinem Reinen Land. Dementsprechend wäre die Lehre Hōnens gewissermaßen eine echte Offenbarung aus dem Reinen Land selbst.
Ein weiteres Indiz für Hōnens Desinteresse an der Gründung einer Sekte kann darin gesehen werden, dass er es versäumte, einen Nachfolger zu ernennen, was eine frühe Zersplitterung der Gemeinde zur Folge hatte.
Zu seinen wichtigsten Schülern zählen:
- Shinran (1173–1263), Gründer der Jōdo-Shinshū
- Shōkōbo Benchō (1162–1238; 聖光房弁長), Gründer der Chinzei-ha
- Zennebō Shōkū (1177–1247; 証空善慧房), Gründer der Seizan-ha
- Ryūkan (1148–1227; 隆寛), Gründer der Chōrakuji-ryū
- Kakumyōbō Chōsai (1184–1266; 覚明房長西), Gründer der Kuhonji-ryū
- Jōkakubō Kōsai (1163–1247; 成覚房幸西), Gründer der Ichinengi
- Tankū (1176–1253; 湛空)
- Hōrembō Shinkū (1145–1228; 法蓮房信空)
- Seikambō Genchi (1182–1238; 勢観房源智)[14]